# Wissenskultur (Betriebswirtschaftslehre)
Der Begriff der Wissenskultur wird in verschiedenen Wissenschaftsdisziplinen wie z. B. Anthropologie, Geschichte, Soziologie und Betriebswirtschaftslehre mit sehr unterschiedlichen Bedeutungen verwendet. In der Betriebswirtschaftslehre wird hierunter nicht etwa die Hochkultur, d. h. die literarischen und künstlerischen Errungenschaften einer Zivilisation verstanden, sondern ein spezifischer Teil einer Unternehmenskultur herausgestellt.

## Bedeutung der Wissenskultur
Über die zentrale Bedeutung der Wissenskultur für den Erfolg von Wissensmanagement besteht in der Literatur kaum ein Zweifel. So bedarf die erfolgreiche Etablierung von Wissensmanagement einer umfassenden Wissenskultur. Diese wiederum fördert maßgeblich den erfolgreichen Einsatz von Wissensmanagement-Methoden und -Instrumenten und wirkt sich damit auch auf einen systematischen Umgang mit Wissen aus.
Abhängig von den vorhandenen kulturellen Orientierungsmustern wird dem Wissen in einer Organisation eine unterschiedliche Bedeutung zugeschrieben, diese wirkt sich maßgeblich auch auf den Umgang mit Wissen aus. Hinsichtlich der Wirkung der Unternehmenskultur auf das wissensorientierte Verhalten lassen sich u. a. die folgenden Aspekte anführen:
- Die Kultur prägt die Annahmen, welche Bedeutung Wissen zugemessen wird
- Die Kultur hat eine Mittlerfunktion zwischen individuellem und organisationalem Wissen (siehe Organisationales Lernen)
- Die Kultur schafft den Kontext für soziale Interaktion
- Die Kultur beeinflusst die Entwicklung und Adaption von neuem Wissen

## Dimensionen einer Wissenskultur
Die Organisationskultur von wissensorientierten Unternehmen unterscheidet sich in verschiedener Hinsicht von der Organisationskultur traditioneller Unternehmen.  In der wissenschaftlichen Literatur werden verschiedene Aspekte für eine wissensorientierte Organisationskultur herausgestellt, wobei sowohl eher tiefer liegende kulturelle Wertvorstellungen als auch sichtbare Kulturmerkmale Berücksichtigung finden.
Die Grundannahmen einer wissensorientierten Organisationskultur konkretisieren sich in teilweise sichtbaren und teilweise unbewussten Wertvorstellungen und Verhaltensstandards. In der Literatur wird eine Vielzahl von unterschiedlichen Werten angeführt, die eine Wissenskultur auszeichnen. Besonders häufig werden hierbei die folgenden Werte als charakteristisch für eine Wissenskultur herausgestellt: Vertrauen, Zusammenarbeit, Fürsorge, Offenheit, Lernbereitschaft und -fähigkeit, Fehlertoleranz und Autonomie.